# Wspólnota bezpieczeństwa
Wspólnota bezpieczeństwa – pojęcie z zakresu stosunków międzynarodowych odnoszące się do takiego układu stosunków pomiędzy państwami, który całkowicie wyklucza konflikt zbrojny pomiędzy nimi. W obrębie wspólnoty bezpieczeństwa niemożliwe jest również zatajenie samych przygotowań do użycia siły. Jednym z warunków zaistnienia wspólnoty bezpieczeństwa jest zbieżność ustrojowa państw. Typowym przykładem są kraje Unii Europejskiej, a także Kanada ze Stanami Zjednoczonymi.